# 낭파라 총격사건

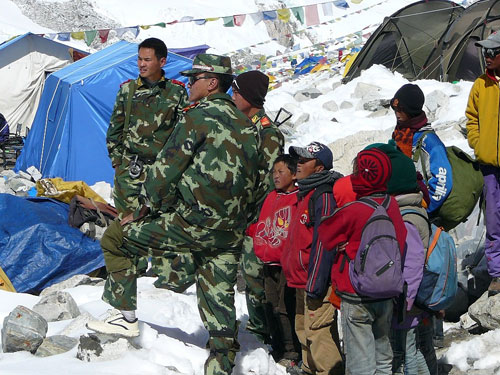

낭파라 총격사건은 초오유 산을 통해 네팔로 가고 있던 티베트인들이 무장한 중국국경수비대에게 총격을 당한 사건이다. 약 2명이 사망했고, 18명이 실종상태이다. 많은 사람들이 낭파라 파스를 통해 가려다 총을 맞아 부상을 당하거나 사망한 것으로 알려져있다.
2006년 9월 30일, 75명의 티베트인들(어린이 포함)들과 두 명의 가이드가 불법적으로 낭파라 파스를 통해 네팔로 들어가려고 하였다. 그로 인해 중국국경수비대는 총을 난사했고 17살의 켈상 나초(Kelsang Namtso)는 낭파라 파스를 지나가기 전 사살당했으며, 23살의 쿤상 남기알(Kunsang Namgyal)은 양쪽 다리에 총을 맞아 사망했다.
중국은 '수비대가 자신들을 방어하기 위해서 난사했다'라고 주장하고 있으며, 75명 중 41명만이 네팔 카트만두에 위치한 티베트 난민 수송 센터에 도착했다. 2주 후에 그들은 인도 다람살라로 옮겨졌다.

## 같이 보기
- 티베트 독립운동